# Bathyraja peruana
Bathyraja peruana es una especie de pez de la familia Rajidae.

## Reproducción
Es ovíparo y las hembras ponen huevos envueltos en una cápsula córnea.

## Hábitat
Es un pez marino y de aguas profundas que hasta los 980 m de profundidad.

## Distribución geográfica
Se encuentra en el Océano Pacífico suroriental: Perú y Chile.